# Wskakuj!
Wskakuj! (ang. Jump In!) – amerykański film, należący do kategorii Disney Channel Original Movie. Światowa premiera odbyła się 12 stycznia 2007 roku na Disney Channel.
W Polsce film pojawił się 4 maja 2007 roku także na antenie Disney Channel.
Główną rolę gra Corbin Bleu, znany głównie z ról w serialu Zagubieni z lotu 29 i w filmie High School Musical, oraz Keke Palmer znana z głównej roli w filmie Akeelah i jej nauczyciel. Film był kręcony w Toronto w Kanadzie.
30 grudnia 2009 roku Disney XD wyemitował film do przerwy reklamowej, po przerwie film miał zostać kontynuowany w tej samej wersji, lecz z przyczyn technicznych został kontynuowany przez pomyłkę w wersji lektorskiej, która nie mogła być dopuszczona do emisji. W całości z dubbingiem film został wyemitowany 27 lutego 2010 roku na Disney Channel.

## Obsada
- Corbin Bleu – Isadore "Izzy" Daniels
- David Reivers – Kenneth Daniels
- Keke Palmer – Mary Thomas
- Shanica Knowles – Shauna Lewis
- Patrick Johnson Jr – Rodney Tyler / Narrator
- Laivan Greene – Kiesha Ray
- Kylee Russell – Karin Daniels
- Rebecca Williams – Tammy Lewis
- Jajube Mandela – Yolanda Brooks
- John Kane – George Scott
- Brenda Song – Kibic

## Wersja polska
Lektor: Andrzej Chudy